# Гуляйполе (Казахстан)
Гуляйпо́ле (каз. Гуляйполе) — село у складі Шортандинського району Акмолинської області Казахстану. Входить до складу Раєвського сільського округу.
Населення — 250 осіб (2021; 364 у 2009, 449 у 1999, 679 у 1989).
Національний склад станом на 1989 рік:
- росіяни — 34 %;
- українці — 26 %.

У радянські часи село називалось також Гуляй-Поле.